# 2019년 시카고 영화 비평가 협회상
제32회 시카고 비평가 협회상은 2019년 12월 14일에 열린 시상식이다.

## 수상 및 후보

### 작품상
- 기생충 - 봉준호 수상
- 아이리시맨 - 마틴 스코세이지
- 작은 아씨들 - 그레타 거윅
- 결혼 이야기 - 노아 바움백
- 원스 어폰 어 타임... 인 할리우드 - 쿠엔틴 타란티노

### 감독상
- 기생충 - 봉준호 수상
- 결혼 이야기 - 노아 바움백
- 작은 아씨들 - 그레타 거윅
- 아이리시맨 - 마틴 스코세이지
- 원스 어폰 어 타임... 인 할리우드 - 쿠엔틴 타란티노

### 남우주연상
- 결혼 이야기 - 아담 드라이버 수상
- 페인 앤 글로리 - 안토니오 반데라스
- 아이리시맨 - 로버트 드 니로
- 조커 - 호아킨 피닉스
- 언컷 젬스 - 아담 샌들러

### 여우주연상
- 어스 - 루피타 뇽 수상
- 더 페어웰 - 아콰피나
- 결혼 이야기 - 스칼릿 조핸슨
- 그녀의 내음 - 엘리자베스 모스
- 주디 - 르네 젤위거

### 남우조연상
- 원스 어폰 어 타임... 인 할리우드 - 브래드 피트 수상
- 어 뷰티풀 데이 인 더 네이버후드 - 톰 행크스
- 허니 보이 - 샤이아 라보프
- 아이리시맨 - 알 파치노
- 아이리시맨

### 여우조연상
- 작은 아씨들 - 플로렌스 퓨 수상
- 기생충 - 조여정
- 결혼 이야기 - 로라 던
- 허슬러 - 제니퍼 로페즈
- 더 페어웰 - 자오 슈젠

### 각본상
- 기생충 - 봉준호 외 1명 수상
- 더 페어웰 - 룰루 왕
- 나이브스 아웃 - 라이언 존슨
- 결혼 이야기 - 노아 바움백
- 원스 어폰 어 타임... 인 할리우드 - 쿠엔틴 타란티노

### 각색상
- 작은 아씨들 - 그레타 거윅 수상
- 어 뷰티풀 데이 인 더 네이버후드 - 미카 피처맨-블루 외 1명
- 허슬러 - 로렌 스카파리아
- 아이리시맨 - 스티븐 자일리안
- 조조 래빗 - 타이카 와이티티

### 외국어영화상
- 기생충 - 봉준호 수상
- 더 페어웰 - 룰루 왕
- 페인 앤 글로리 - 페드로 알모도바르
- 타오르는 여인의 초상 - 셀린 시아마
- 통행증 - 크리스티안 펫졸드

### 다큐멘터리상
- 아폴로 11 - 토드 더글라스 밀러 수상
- 아메리칸 팩토리 - 스티븐 보그너 외 1명
- 사마에게 - 와드 알-카팁 외 1명
- 헤일 사탄? - 페니 레인
- 허니랜드 - 루보미르 스테파노브 외 1명

### 애니메이션상
- 토이 스토리 4 - 조시 쿨리 수상
- 겨울왕국 2 - 크리스 벅 외 1명
- 드래곤 길들이기 3 - 딘 데블로이스
- 내 몸이 사라졌다 - 제레미 클라핀
- 잃어버린 세계를 찾아서 - 크리스 버틀러

### 촬영상
- 1917 - 로저 디킨스 수상
- 더 라이트하우스 - 자린 블리슈크
- 원스 어폰 어 타임... 인 할리우드 - 로버트 리처드슨
- 기생충 - 홍경표
- 타오르는 여인의 초상 - 클레어 마손

### 음악상
- 작은 아씨들 - 알렉상드르 데스플라 수상
- 1917 - 토마스 뉴먼
- 결혼 이야기 - 랜디 뉴먼
- 언컷 젬스 - 대니얼 로퍼틴
- 어스 - 마이클 아벨스

### 편집상
- 아이리시맨 - 셀마 슈메이커 수상
- 1917
- 작은 아씨들
- 원스 어폰 어 타임... 인 할리우드
- 언컷 젬스

### 미술상
- 원스 어폰 어 타임... 인 할리우드
- 1917
- 나이브스 아웃
- 작은 아씨들
- 기생충

### 의상상
- 작은 아씨들
- 내 이름은 돌러마이트
- 원스 어폰 어 타임... 인 할리우드
- 타오르는 여인의 초상
- 로켓맨

### 시각효과상
- 애드 아스트라
- 1917
- 어벤져스: 엔드게임
- 아이리시맨
- 미드소마

### 유망연출상
- 더 페어웰 - 룰루 왕 수상
- 애틀란틱스 - 마티 디옵
- 허니 보이 - 엘머 하렐
- 더 라스트 블랙 맨 인 샌프란시스코 - 조 탈보트
- 북스마트 - 올리비아 와일드

### 유망연기상
- 나이팅게일 - 아이슬링 프란쵸시 수상
- 원스 어폰 어 타임... 인 할리우드 - 줄리아 버터스
- 조조 래빗 - 로만 그리핀 데이비스
- 언컷 젬스 - 줄리아 폭스
- 나이팅게일 - 아이슬링 프란쵸시
- 웨이브스 - 테일러 러셀